# فيرتشايلد تشانيل إف
فيرتشايلد تشانيل إف (Fairchild Channel F) هو ثاني نظام ألعاب فيديو يستخدم الكارتردج بعد جهاز ماغنافوكس أوديسي، وهو أحد أشهر أنظمة الجيل الثاني لألعاب الفيديو. أصدرته فيرتشايلد سيميكوندكتور في أغسطس عام 1976، وكان سعره 169.95 دولار أمريكي.
الجهاز مبنٍ أساساً على وحدة معالجة مركزية تدعى «فيرتشايلد إف 8» (Fairchild F8) الذي ابتكرها روبرت نويس قبل رحيله عن شركة فيرتشايلد وتأسيسه إنتل. أدوات التحكم للجهاز عبارة عن عصا تحكم ولكن دون قاعدة. أما بالنسبة للصوت فهو يخرج من الجهاز نفسه بدلاً من التلفاز. رغم شهرته، صدر للجهاز 26 كارتردج فقط (بسعر 19.95 دولار أمريكي).

## معرض صور

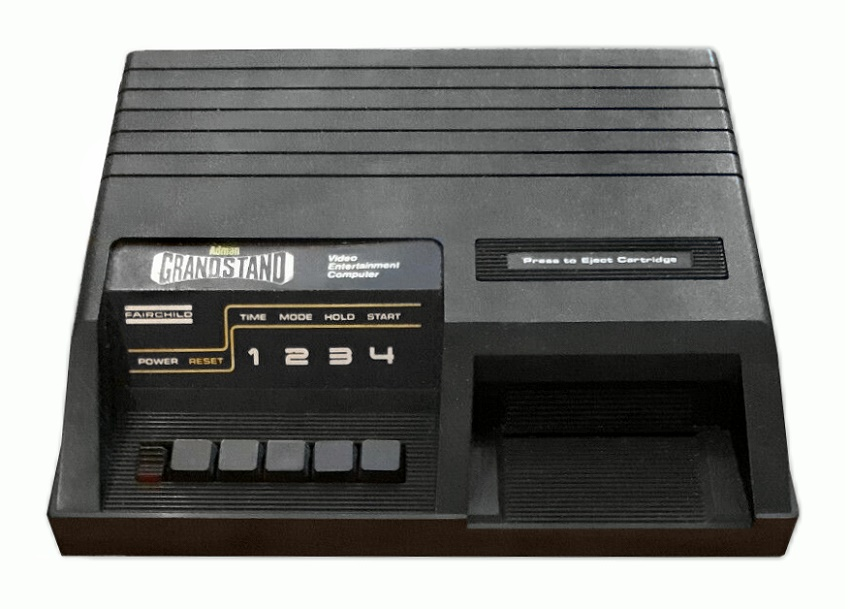
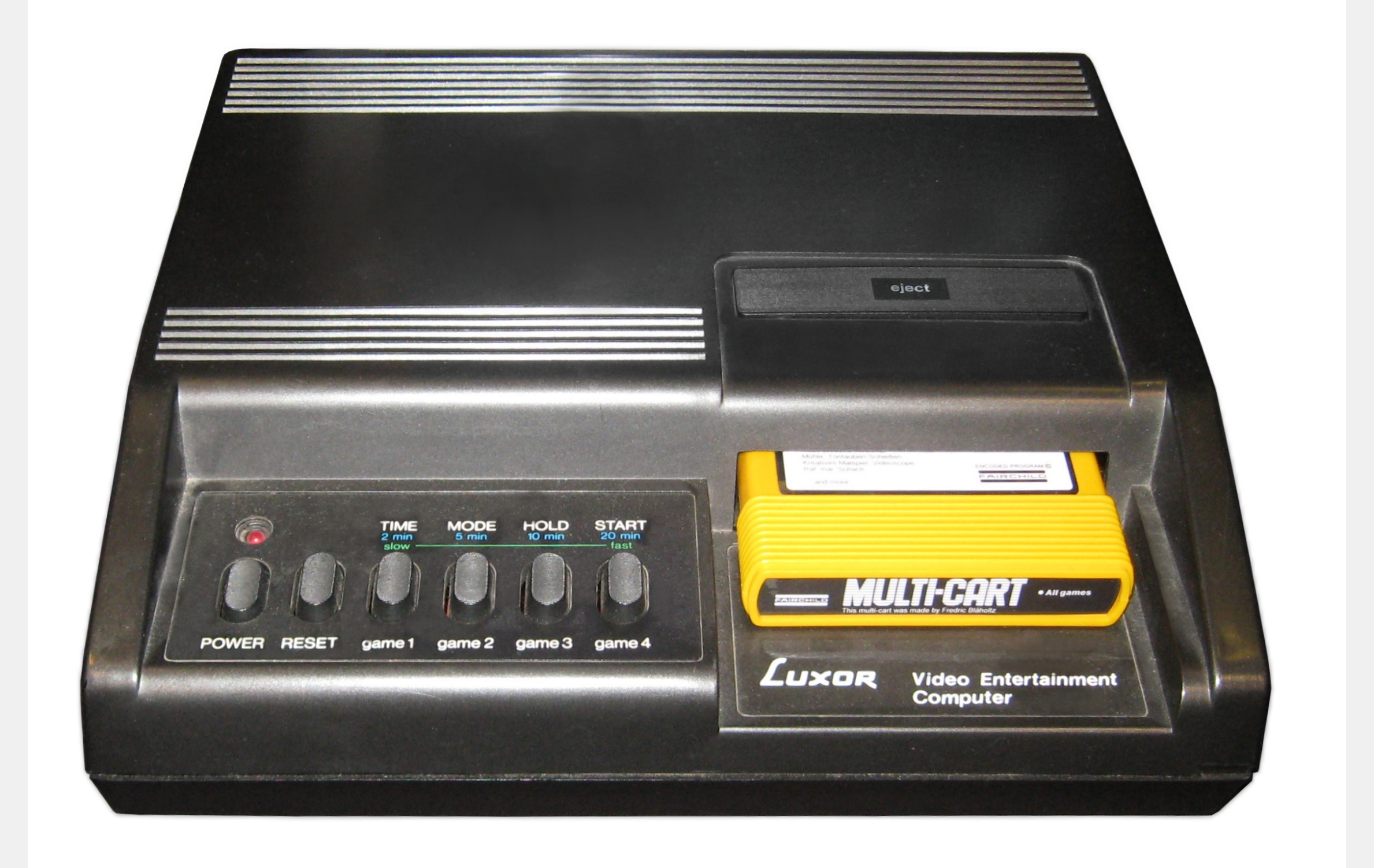
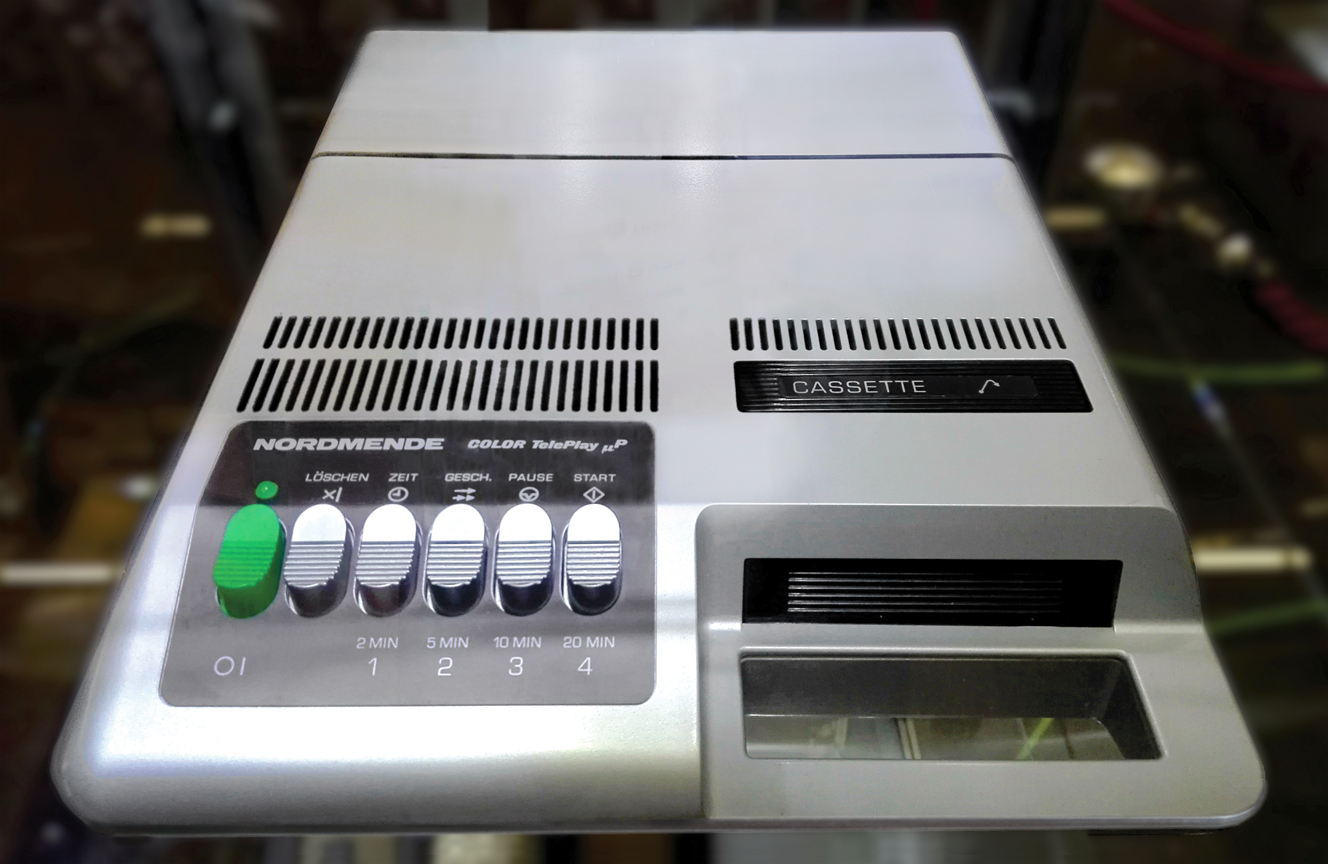
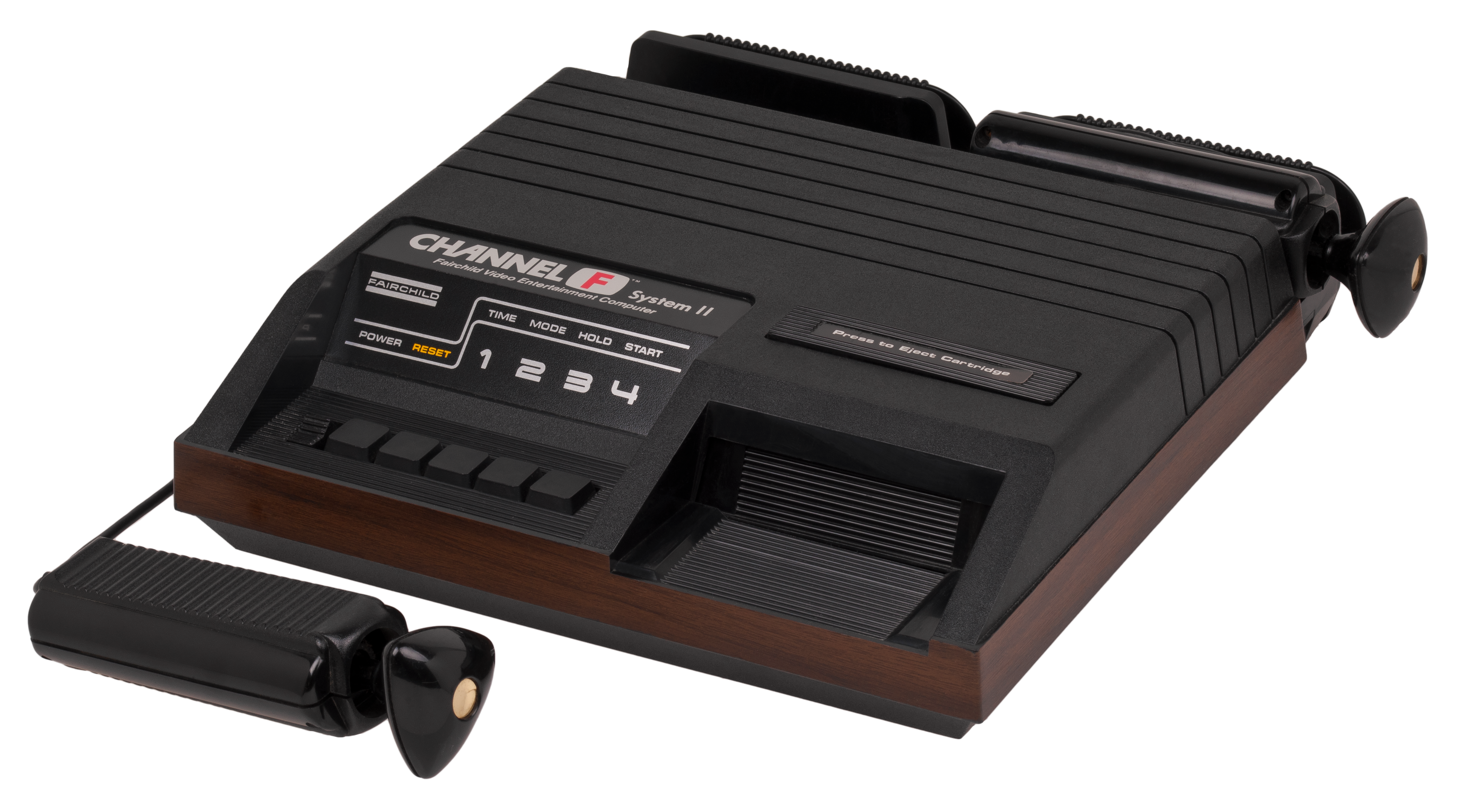

## وصلات خارجية
- The Dot Eaters article with a history of the Channel F and games
- Interview with designer Jerry Lawson
- MobyGames list نسخة محفوظة 26 يناير 2020 على موقع واي باك مشين. of Channel F games
- Channel F Gallery of labels, instructions, boxes
- Patent